# کویورفول
کویورفول (انگلیسی: Quiverfull) یک تئوری الهیات مسیحی است که خانواده‌های پرجمعیت را موهبتی از جانب خداوند می‌داند. این امر باعث تشویق تولید مثل، پرهیز از همه اشکال پیشگیری از بارداری، و همچنین تنظیم خانواده طبیعی، و عقیم‌سازی می‌شود.
برخی منابع از موضع کویورفول به عنوان مشیت‌الهی یاد کرده‌اند، در حالی که منابع دیگر آن را صرفاً به‌عنوان مظهر تولدگرایی معرفی کرده‌اند.
بیشتر در ایالات متحده آمریکا رایج است، اما طرفداران آن در کانادا کانادا، استرالیا، نیوزیلند، بریتانیا و در جاهایی دیگر نیز هستند. یک تخمین در سال ۲۰۰۶ تعداد خانواده‌هایی که این فلسفه را پذیرفته‌اند از «هزاران تا ده‌ها هزار نفر» را نشان می‌دهد.

## تاریخچه
با پیشرفت روش‌های پیشگیری از تولد در اواخر قرن نوزدهم و اوایل قرن بیستم، بسیاری از جنبش‌های راست مسیحی بیانیه‌های رسمی علیه استفاده از آن‌ها صادر کردند و به ناسازگاری آن‌ها با عقاید و آرمان‌های کتاب مقدس اشاره کردند.
علاوه بر این، کسانی معتقدند که مدل «رشد درونی» کویورفول تجلی گرایش گسترده‌تری است که در سبک زندگی گروه‌هایی مانند یهودیت ارتدکس (به ویژه حریدی و یهودیت حسیدی منعکس شده‌است) و برخی مسیحیان از جمله ارتدوکس کالوینیسم هلند، آناباپتیست سنتی (مانند آمیش، منونایت‌های مستعمره قدیمی و برخی منونایت‌های محافظه‌کار)، برخی از متدیست‌های سنتی جنبش مقدس محافظه‌کارانه و لاستادینیسم دیده می‌شود.

## دیدگاه
جنبش‌هایی مانند کویورفول به مزامیر ۱۲۷ از کتاب مقدس، جنبه سیاسی داه‌اند، همراه با یک سیستم اعتقادی که از کنترل تولد اجتناب می‌کند و معتقد است که خداوند تعداد مناسبی فرزندان را به آنها خواهد داد. آنها به معنای واقعی کلمه بر این باورند که هر کسی که بیشترین نوزاد را داشته باشد برنده است و آن را مبارزه اساسی سیاسی و معنوی می‌دانند.
مضمون مزامیر ۱۲۷ عبارت است از:
1. اگر خداوند خانه را بنا نکند، بناکنندگانش زحمت بیهوده می‌کشند. اگر خداوند شهر را نگهبانی نکند، نگهبانان بیهوده نگهبانی می‌کند.
2. بیهوده است که شما برای امرار معاش، این همه زحمت می‌کشید، صبح زود برمی‌خیزید و شب دیر می‌خوابید؛ زیرا که عزیزان خداوند در خوابند، او برای ایشان تدارک می‌بیند.
3. فرزندان هدایایی هستند از جانب خداوند. آنها پاداشی هستند که خداوند به انسان می‌دهد.
4. پسرانی که برای مرد جوان متولد می‌شوند، مانند تیرهای تیزی در دست او هستند.
5. خوشا به حال کسی که ترکش خود را از چنین تیرهایی برمی‌کنند! او در جدل با دشمنان هرگز مغلوب نخواهد شد.[۵]

یکی از نویسندگان مرتبط با کویورفول گفته‌است:
«این رحم است که «بذر الهی» را دریافت و تغذیه می‌کند که بیرون خواهد آمد تا نور در تاریکی باشد و اعمال شیطان را در این جهان نابود کند. خدا به دنبال ارتش است. … رحم سلاحی قدرتمند در برابر شیطان است. برخی از زنان از آوردن نوزاد به این دنیای شیطانی می‌ترسند، اما این یکی از مهم‌ترین دلایل بچه دار شدن است – روشنایی در این دنیای تاریک!»